# 阿什莉·布伦南
阿什莉·布伦南（英語：Ashleigh Brennan，1991年1月18日—），澳大利亚女子竞技体操运动员。她曾代表澳大利亚参加2006年和2010年英联邦运动会体操比赛，获得二枚金牌、一枚银牌和一枚铜牌。